# Parolise
Parolise är en ort och kommun i provinsen Avellino i regionen Kampanien i Italien. Kommunen hade 661 invånare (2017).